# Aphrosylus marrocanus
Aphrosylus marrocanus är en tvåvingeart som beskrevs av Vaillant 1955. Aphrosylus marrocanus ingår i släktet Aphrosylus och familjen styltflugor. Inga underarter finns listade i Catalogue of Life.